# 池坊美佳
池坊 美佳（いけのぼう みか、1970年（昭和45年）3月11日 - ）は、日本の華道家。

## 来歴
- 1970年（昭和45年） - 池坊家元45世池坊専永と池坊保子の次女として京都府に生まれる。姉は四代目池坊専好。
- ノートルダム学院小学校・ノートルダム女学院中学校・高等学校を経て、1992年（平成4年）に佛教大学社会学部社会福祉学科を卒業。
- 1993年（平成5年） - 皇太子結婚式、宮中饗宴の儀における宮殿のいけばなの挿花に参加。
- 1994年（平成6年） - 京都三大祭の一つである葵祭の第39代斎王代を務めた。国内のみならず海外へのいけばなの振興に尽力している。
- 2000年（平成12年） - NHK政治部記者と結婚。
- 2003年（平成15年）4月 - より「京都館」館長。
- 2009年（平成21年）10月27日 - 『開運!なんでも鑑定団』（テレビ東京）にゲスト出演し、池坊家に代々伝わる「黒墨」を鑑定してもらい500万円の値が付いた。
  - 12月29日 - 同テレビ番組に再度ゲスト出演し『聖徳太子絵伝』を安河内眞美に鑑定してもらい5000万円の値が付いた。
  - 2013年11月12日、同番組の1000回記念3時間SPにゲスト出演し、粟生屋源右衛門作の炉縁を中島誠之助に鑑定してもらい、700万円の値が付いた。
- 2012年（平成24年）10月16日 -第23回参議院議員通常選挙京都府選挙区において民主党からの出馬が決定。引退する松井孝治元官房副長官の後継候補として公認を得た[1]。
- 2013年（平成25年）3月 - 参院選への出馬辞退を申し入れ、了承された。「体調不良」が理由としているが、民主党の支持率が低迷する中、「戦意を喪失した」との見方もなされている[2]。

## 担当番組
- 京bizW（KBS京都テレビ 毎週金曜 21:25 - 22:25／メーンキャスター）